# Porfobilinogen
El porfobilinogen (PBG) és un tipus de porfirina que es troba als éssers vius, inclòs l'home, i que realitza funcions en el metabolisme porfíric com a intermediari. Les porfirines formen part del grup prostètic de diverses cromoproteïnes porfiríniques. La importància d'aquesta substància rau en el fet que és fonamental per a la producció de tetrapirrols com per exemple el grup hemo, la vitamina B₁₂ o la clorofil·la.
Aquesta substància està dins del conjunt dels pirrols, que són compostos químics i orgànics aromàtics formats per un anell amb fórmula C4H5N. A més, es tracta d'una hemoproteïna, és a dir, conté un grup hemo (igual que alguns citocroms en cas de cèl·lules vegetals, o la hemoglobina i mioglobina en animals), el qual conté un catió ferrós al seu interior (Fe2+).
El porfobilinogen es pot trobar, entre d'altres, en la biosíntesi del grup hemo. En aquest procés, el PBG és generat a partir de l'aminolevulinat (ALA), en un procés catalitzat per l'enzim porfobilinogen sintasa. Aquest ALA després es converteix en hidroximetilbilà mitjançant l'enzim porfobilinògen desaminasa, també conegut amb el nom de hidroximetilbilà sintasa (HMBS). 
El PBG, al igual que la majoria de porfirines, és excretat a través de l'orina o la femta. Si aquest procés no es du a terme, les porfirines es poden acumular en el cos i donar lloc a un atac de porfíria. En el cas específic del PBG, el més probable seria un atac de porfíria aguda intermitent (PAI). Per això, una de les seves aplicacions mèdiques més conegudes és l'examen de PBG en orina. També hi ha algunes malalties que fan augmentar l'eliminació de les porfirines sense que hi hagi una alteració metabòlica, com passa en la leucèmia, malaltia de Hodgkin, intoxicació per plom i, de vegades, en anèmia hemolítica.

## Estructura
El PGB está format per un esquelet hidrocarbonat, que es cicla formant un anell de pentapirrol amb dobles enllaços conjugats. A més, aquest mateix anell conté un grup amino; ja que el carboni en posición 1 del pentapirrol és substituït per un nitrogen enllaçat a un hidrogen. Això es deu al fet que el grup amino és molt actiu en aquest tipus d'estructures, doncs té un parell d'electrons no compartits que poden entrar en resonancia amb l'anell. Alhora, també s'uneix a tres cadenes hidrocarbonades que acaben amb un grup amino, unit al carboni 5, i dos grups carboxils, units al carboni 3 i 4.
Aquesta estructura li confereix al PBG una mala solubiliat en aigua i un punt de fusió al voltant de 172-175 °C. Al mateix temps, la presència de grups carboxils li dona la possibilitat de comportar-se com un àcid, i la dels amino, com una base.

## Biosíntesi
Avui en dia, és coneguda la importància del PBG (com a reactiu) en la biosíntesi de les porfirines, uns compostos essencials per a l'organisme. Així doncs, certes investigacions han demostrat una clara relació entre la disminució de la conecentració de PBG i un augment de les porfirines quan es propicia l'activació de la línia metabòlica que implica la síntesi d'aquest últim.

El PBG és una biomolècula sintetitzada al citoplasma, resultat de la reacció entre dos molècules d'àcid δ-aminolevulínic.
Reacció:
2 àcid δ-aminolevulínic → 1 PBG

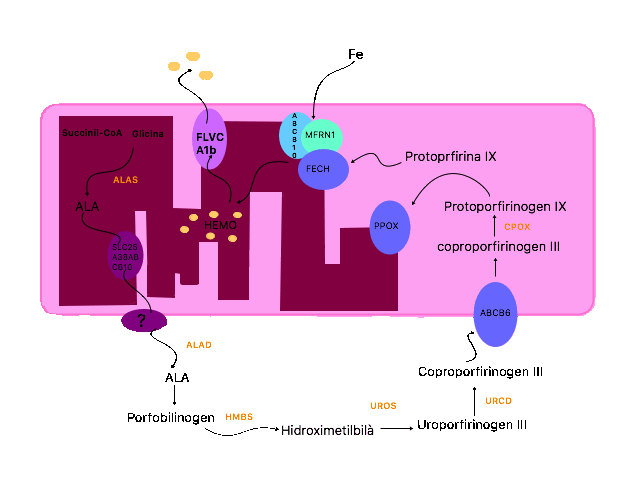
Vía metabòlica de síntesi del grup hemo on participa el PBG

Val a dir que aquesta reacció està catalitzada per un cert enzim. Així, un cop s'obté el PBG, la cèl·lula l'utilitza, en una altra línia metabòlica, per a la síntesi de certes porfirines específiques, com les uroporfirines, o com a precursor de les mateixes. A més, se sap que l'enzim que tenen en comú totes les reaccions en què el PBG intervé com a reactiu és el porfobilinogen desaminasa (PBG-D), també conegut com a hidroximetilbilà sintasa (HMBS). Malgrat que aquest és un dels més importants, depenent del tipus de porfirina poden intervenir altres enzims a més del PBG. Un exemple és el cas del uroporfirinogen (precursor de la uroporfirina) on s'ha observat que també hi ha afinitat per a certs enzims descarboxiladors i oxidases a fi d'arribar a sintetitzar uroporfirina de tipus I.The medical biochemistry page
També és molt rellevant comentar la gran importància de l'enzim PBG-D. Se sap que existeixen, almenys, dues isoformes d'aquest biocatalitzador que difereixen una de l'altra en 2000 Da. Per tant, sembla evident que hagi d'existir un mRNA per a cada isoforma però segons alguns estudis, aquestes dues cadenes de mRNA provenen d'un únic gen, el gen HMBS (que codifica la formació del PBG-D). Així, aquests estudis demostren que molt possiblement, aquest gen sigui transcrit per dos promotors diferents donant lloc als 2 mRNA. A més, la síntesi d'una de les isoformes estaria determinada per l'especificitat de la cèl·lula i el teixit en qüestió. D'aquesta manera, les cèl·lules de la sang, per exemple, només presenten la forma eritropoètica de la PBG-D. Així doncs, l'expressió d'un o altre promotor jugarà un paper molt rellevant a l'hora de determinar el producte final i, per aquest fet, és estudiat per a entendre millor les porfíries.
| Intermediaris metabòlics del grup hemo | Intermediaris metabòlics del grup hemo |
| -------------------------------------- | --- |
| Biosíntesi de porfirina                | Mitocondri (Inici): Delta-ALA (Delta-aminolevulinat) Citosol: porfobilinogen· hidroximetil-colina · uroporfirinogen III · coproporfirinogen III Mitocondri (Final): protoporfirinogen IX · protoporfirina IX |
| Degradació del grup hemo               | Melsa: hemo → biliverdina → bilirubina Sang: bilirubina + albúmina Fetge: bilirubina diglucurónid |
| Excreció intestinal                    | urobilinogen fecal · pigment biliar fecal · urobilinogen |
| Secreció orina (ronyons)               | urobilina |

## Importància clínica del PBG

### Patologies
L'alteració més importan, en materia clínica, que causa el PBG és la seva acumulación al cos. Aquesta acumulació és deguda a la disminució al 50% de l'activitat de l'enzim porfobilinogen desaminasa (HMBS o PBG-D), que és l'encarregat de degradar-lo i transformar-lo en hidroximetilbilà. La patología que desencadena aquest mal funcionament de l'enzim s'anomena porfíria. La porfíria és un trastorn hereditàri autosòmic rar que afecta a la síntesis del grupo hemo. Es caracteritza per alteracions produïdes en els gens que codifiquen els enzims que sintetitzen el grupo hemo.
Existeixen tres tipus de porfíes en les quals es s'observa una variació en els nivells de PBG en l'orina.
La que té més rellevància és la porfíria aguda intermitent (PAI). En aquest cas, disminueixen l'activitat de l'enzim HMBS al fetge, i a part de PBG, també s'acumula σ-aminolevulínic (ALA). Aquesta acumulació és la causa més probable de l'aparició d'alteracions paroxístiques en els nervis perifèrics i del sistema vegetatiu. Entre els símptomes més comuns destaquen el dolor abdominal, acompanyat de nàusees i vòmits, afectacions psiquiàtriques com ansietat o depressió i també, neuropaties perifèriques (neuropaties motores), entre d'altres. Un atac de porfíria sol estar causat per factors que augmenten la síntesi de porfirines, com per exemple, substàncies que augmenten l'activitat de sistema citocrom P450 en hepatòcits (freqüentment alcohol o esteroides sexuals) o el tabaquisme. El 80 i el 90% de les persones amb aquest defecte enzimàtic mai presenten els símptomes de la malaltia; és per això que es pot classificar en dos grans grups: la PAI que es manifesta clínicament, que engloba els pacients que són simptomàtics en aquell moment i també aquells en els que els símptomes estan remetent després d'haver patit un atac, i la PAI en estat latent o pre-simptomàtica, en què els pacients han sigut diagnosticats mitjançant cribatge i l'estudi d'antecedents familiars. Pot ser que es quedin asimptomàtics tota la vida o bé desenvolupar símptomes posteriorment. Estudis han demostrat que en més del 50% dels adults amb PAI latent la quantitat de PBG que s'ha excretat a l'orina a augmentat.
La coproporfíria hereditària (CPH) i la porfíria variegata (PV) són els altres dos casos de porfíria on s'observa un augment de concentració de PBG a l'interior del cos i, per tant, un increment de la quantitat excretada, encara que amb menys importància que en el cas anterior.
En el cas de la porfíria de tipus hepàtic també s'elimina PGB, el qual per l'acció de la llum solar forma porfirines de color vermell fosc, cosa que serveix per detectar porfíries en una anàlisi d'orina, doncs aquest es col·loca alguns minuts sota la llum solar per després observar si hi ha presencia o no del color vermell i, per tant, poder fer un diagnòstic.
Tot i que la causa més habitual de la presencia d'un augment de PBG en les excrecions d'orina és la porfíria, aquest increment també pot ser degut a intoxicacions amb plom, ja que el plom interferix en el sistema hematopoiètic depositan-se en la medul·la òssia causant problemes en la síntesis del grupo hemo. En persones que pateixen hepatitis o càncer de fetge també s'observa un augment de PBG en l'orina.
Cal remarcar que tothom excreta PBG a través de l'orina, però en el cas de pacients détectats amb qualsevol de les porfíries o altres causes descrites anteriorment presenten un augment d'aquests nivells.
| PORFÍRIA | DEFECTE ENZIMÀTIC                                                                                 | SÍMPTOMA PRIMARI                                       |
| Classe eritropoiètica                                                                                                 |                                                                                                   |                                                        |
| Anemia sideroblàstica lligada al X, ASLX                                                                              | àcid δ-aminolevulínic sintasa 2, ALAS2                                                            | acumulació progressiva de ferro, fatal si no es tracta |
| Porfíria eritropoiètica congènita, PEC                                                                                | uroporfirinogen III cosintasa                                                                     | fotosensibilitat                                       |
| Protoporfiría eritropoiètica, PEP                                                                                     | ferroquetalasa                                                                                    | fotosensibilitat                                       |
| Classe hepàtica |                                                                                                   |                                                        |
| Porfíria deficient ALA dehidratasa, PAD                                                                               | ALA dehidratasa: també coneguda com a porfobilinogen sintasa                                      | neurovisceral                                          |
| Porfíria aguda intermitent, PAI                                                                                       | PBG deaminasa: també coneguda com a hidroximetilbilà sintasa o rarament uroporfirinogen I sintasa | neurovisceral                                          |
| Coproporfíria hereditària, CPH                                                                                        | coproporfirinogen oxidasa                                                                         | neurovisceral, alguna fotosensibilitat                 |
| Porfíria variant, PV                                                                                                  | protoporfirinogen oxidasa                                                                         | neurovisceral, alguna fotosensibilitat                 |
| Porfíria cutània tardana tipus I, PCT tipus I, també coneguda com a PCT esporàdica                                    | uroporfirinogen decarboxilasa hepàtica                                                            | fotosensibilitat                                       |
| Porfíria cutània tardana tipus II, PCT tipus II, també coneguda com PCT familiar o porfíria hepatoeritropoiètica, PHE | uroporfirinogen decarboxilasa en teixits no hepàtics                                              | fotosensibilitat, alguna neurovisceral                 |

### Ús en el diagnòstic
Com que l'acumulació de PBG pot causar l'expressió de porfíria aguda intermitent (PAI), una de les tècniques de diagnòstic més freqüents és l'anàlisi d'orina. En un atac de porfíria aguda intermitent, la detecció d'aquest també es basa en l'augment de concentració de PBG i ALA a l'orina, però molts pacients diagnosticats amb PAI també tenen una alta concentració basal d'aquestes substàncies. La evidència d'un augment de la concentració de PBG a l'orina és essencial per establir un diagnòstic inequívoc de PAI en un pacient simptomàtic.
Els pacients en edat adulta diagnosticats amb PAI latent, després d'un episodi d'atac, pot ser que excretin una concentració elevada de PBG. En més del 50% d'aquests adults amb PAI presimptomàtica, la quantitat de PBG excretat mitjançant l'orina quan no s'està patint un atac també és lleugerament superior al paràmetre considerat normal. Es creu que, en cas d'un atac, la quantitat de PBG és 10 vegades major que el límit superior del rang normal de concentració (que estaria sobre uns 2 mg/dl en una mostra que conté orina de 24 hores).
Per comprovar que una concentració elevada de PBG és causada per PAI requereix també l'exclusió d'altres porfíries agudes mitjançant l'anàlisi de porfirines a la femta i al plasma. En el cas de la femta, la concentració total de porfirina o la relació d'isòmers de la coproporfirina ha de ser normal, i pel que fa al plasma l'espectroscòpia de fluorescència de porfirina ha de resultar normal o bé mostrar un pic prop de 619 nm. També es realitza la prova d'orina en cas de sospita d'un altre trastorn associat a un nivell anormal de porfobilinogen.
L'examen que es realitza consisteix en: o bé una mostra d'orina que ha de ser recol·lectada durant 24 hores, o en una mostra d'una única micció. Quan es realitza l'examen de PBG a l'orina s'ha de tenir en compte que una mostra de 24 hores pot fer que l'anàlisi s'endarrereixi innecessàriament i que el PBG es degradi, i també que una orina molt diluïda pot produir falsos negatius en els resultats. Abans de realitzar l'examen, i perquè la prova sigui més precisa, és possible que s'hagin de deixar de prendre medicaments tals com: ansiolítics, antibiòtics, anticonceptius, analgèsics, medicaments per la diabetis o per la son entre d'altres, ja que podrien interferir en els resultats.
Un cop ja es té la mostra, es considerarien dos mètodes per analitzar-la al laboratori:
- Prova quantitativa específica: És el mètode més utilitzat. El PBG, i en aquest cas també ALA, se separen dels altres cromogens de la orina per cromatografia de bescanvi iònic, i posteriorment la concentració de PGB es mesura per espectrofotometria. Per a aquest tipus de prova, un valor normal seria de menys de 4 mil·ligrams de PBG a l'orina. Tot i així, aquest valor poc canviar lleugerament depenent del laboratori que ho analitzi.
- Proves de detecció qualitatives o semi-quantitatives de PBG: El test de Watson-Schwartz o el de Hoescht (dos tipus de test específics englobats en aquesta categoria) són els més fàcils de dur a terme; tot i així, en tots es poden trobar problemes de sensibilitat i especificitat a l'hora de decidir un diagnòstic i posterior tractament. Tots dos tests donen positiu un 50% de les vegades quan les concentracions de PBG són 5 vegades més grans que el límit superior del rang considerat normal, i en el cas en què les concentracions de PBG siguin entre 10 i 20 vegades major que la quantitat considerada normal, com passaria en un atac de PAI, també donen positiu en el majoria dels casos.

És important tenir en compte que tots els tests qualitatius o semi-quantitatius que donin positiu han de ser confirmats mitjançant una prova quantitativa per tal d'evitar els falsos positius. A més, si encara es té sospita que el diagnòstic pogués tractar-se de porfíria, els tests d'aquest tipus que donin negatiu també haurien de ser contrastats de la mateixa manera que en el cas anterior per detectar falsos negatius i també concentracions de PBG per sota de la sensibilitat del test qualitatiu.
Com que la mutació que afecta a l'enzim HMBS, i que causa la PAI, es transmesa genèticament, l'estudi genètic, tot i no ser obligatori, podria ajudar a confirmar o refutar un diagnòstic previ de PAI en individus simptomàtics i amb ascendència afectada per la mutació.
S'ha demostrat que la probabilitat de detectar un canvi real en la concentració de PBG és d'entre un 80 % i un 97% depenent de la duració del període d'anàlisi de diferents mostres d'una mateixa persona.
A més, en pacients amb PAI, quant la concentració de PBG en orina es duplica, independentment de la concentració basal, aquesta serà detectada amb una probabilitat superior al 80%, i és més probable que estigui relacionada amb la malaltia (PAI) que no pas amb una variació biològica de la concentració.
Per tant, quan el PBG sigui utilitzat per diagnosticar un possible cas en el qual es presentin símptomes de PAI, tant la concentració de PBG com la quantitat de temps que passa des que la mostra anterior és analitzada, són factors a tenir en compte.
Tot i així, la excreció d'una elevada concentració d'aquest substrat no confirma que els símptomes siguin necessàriament causats per la porfíria, ja que només pot donar-se aquest cas si la concentració de PBG trobada és, com a mínim, el doble de la concentració basal de l'individu. La dificultat en el diagnòstic ve del fet que la concentració basal es pot aconseguir en molt poques ocasions.
En el cas d'un resultat anormal, que implica un augment de la quantitat de PBG a l'orina, pot ser degut, a part de les diferents tipus de porfíries (PAI, CPH, PV), a: intoxicació amb plom, hepatitis o càncer de fetge.